# Tintigny
Pour l’article ayant un titre homophone, voir Taintignies.
Tintigny (en gaumais Tintnî) est une commune francophone de Belgique située en Région wallonne dans la province de Luxembourg, ainsi qu’une localité où siège son administration. Tintigny fait partie de la Lorraine gaumaise, et du Parc national de la Vallée de la Semois.

## Toponymie
Le village est mentionné dès 1097 sous la forme Tintiniacum, puis sous les formes Tintigni 1173 ; Tintignei 1230 ; Tintegney 1327.
Le toponyme Tintigny s'explique par le nom de personne latin Tintinius, qui est répandu tant en Italie qu'en Gaule, suivi du suffixe gallo-roman d'origine gauloise -acum. Homonymie avec Tinténiac, commune de Bretagne et Tintignac, écart de Naves, commune du Limousin.
L'étymologie populaire relate que cela ferait tout simplement référence aux tintements des ateliers de forges que l'on trouvait souvent le long de la Semois.

## Géographie
La commune de Tintigny se situe en Gaume et comprend les villages de Tintigny, Rossignol, Bellefontaine, Saint-Vincent, Breuvanne, Lahage, Ansart, Poncelle et Han, sur une superficie totale de 8 224 hectares.
L'altitude moyenne est de 338 m.
La localité est traversée dans sa partie nord par la Semois, un affluent de la Meuse recevant en outre les eaux de la Rulles à la limite nord-est de la localité.
Le Parc national de la Vallée de la Semois (28 903 hectares) est situé sur le territoire des huit communes de Bertrix, Bouillon, Chiny, Florenville, Herbeumont, Paliseul, Tintigny et Vresse-sur-Semois . Ses sites naturels font partie du réseau Natura 2000 .
La commune est traversée sur un axe est-ouest par la route nationale 83 reliant Arlon et Bouillon.

### Sections de la commune
| # | Nom           | Superf. (km2) | Habitants (2020) | Habitants par km2 | Code INS |
| - | ------------- | ------------- | ---------------- | ----------------- | -------- |
| 1 | Tintigny      | 23,04         | 1 657            | 72                | 85039A   |
| 2 | Bellefontaine | 24,05         | 1 213            | 50                | 85039B   |
| 3 | Saint-Vincent | 13,62         | 648              | 48                | 85039C   |
| 4 | Rossignol     | 21,14         | 784              | 37                | 85039D   |

### Villages
- Ansart
- Breuvanne
- Han
- Lahage
- Poncelle

### Communes limitrophes
| Chiny       |                    | Léglise      |
|             | Tintigny           | Habay Étalle |
| Florenville | Meix-devant-Virton | Virton       |

## Démographie

### Évolution démographique avant la fusion de 1977
- Source: DGS, 1831 à 1970=recensements population, 1976= habitants au 31 décembre

### Évolution démographique de la commune fusionnée
En tenant compte des anciennes communes entraînées dans la fusion de communes de 1977, on peut dresser l'évolution suivante:
Les chiffres des années 1831 à 1970 tiennent compte des chiffres des anciennes communes fusionnées.
- Source: DGS , de 1831 à 1981=recensements population; à partir de 1990 = nombre d'habitants chaque 1 janvier[4]

En janvier 2020, la population de la commune par village est la suivante:
| Village       | Gentilé          | Total |
| ------------- | ---------------- | ----- |
| Tintigny      | Tintignolais(es) | 985   |
| Bellefontaine | Bellifontin(e)s  | 883   |
| Rossignol     | Lochnots         | 784   |
| Saint-Vincent | Savinsard(e)s    | 648   |
| Lahage        | Hageois(es)      | 330   |
| Breuvanne     | Breuvannois(es)  | 210   |
| Ansart        | Ansartois(es)    | 202   |
| Poncelle      | Poncellois(es)   | 261   |
| Total         |                  | 4302  |

- Source : DGS

## Histoire

### Origines
Les origines de la commune de Tintigny sont assez obscures.
C’est grâce à des découvertes comme celle de la voie romaine Reims-Trèves et à de nombreux vestiges d’établissements romains que l’on peut dire que ses origines remontent à l’époque romaine.
C’est en 1097 qu’apparaît pour la première fois le nom de Tintigny dans la charte de fondation du prieuré de Sainte-Walburge de Chiny.
Il était cependant déjà cité lors d’un pèlerinage à Saint-Dagobert en 852 à Stenay.
L’histoire de Tintigny est, comme celle de beaucoup de villages riverains de la Semois, intimement liée au comté de Chiny et à la seigneurie de Villemont.

### Période moderne

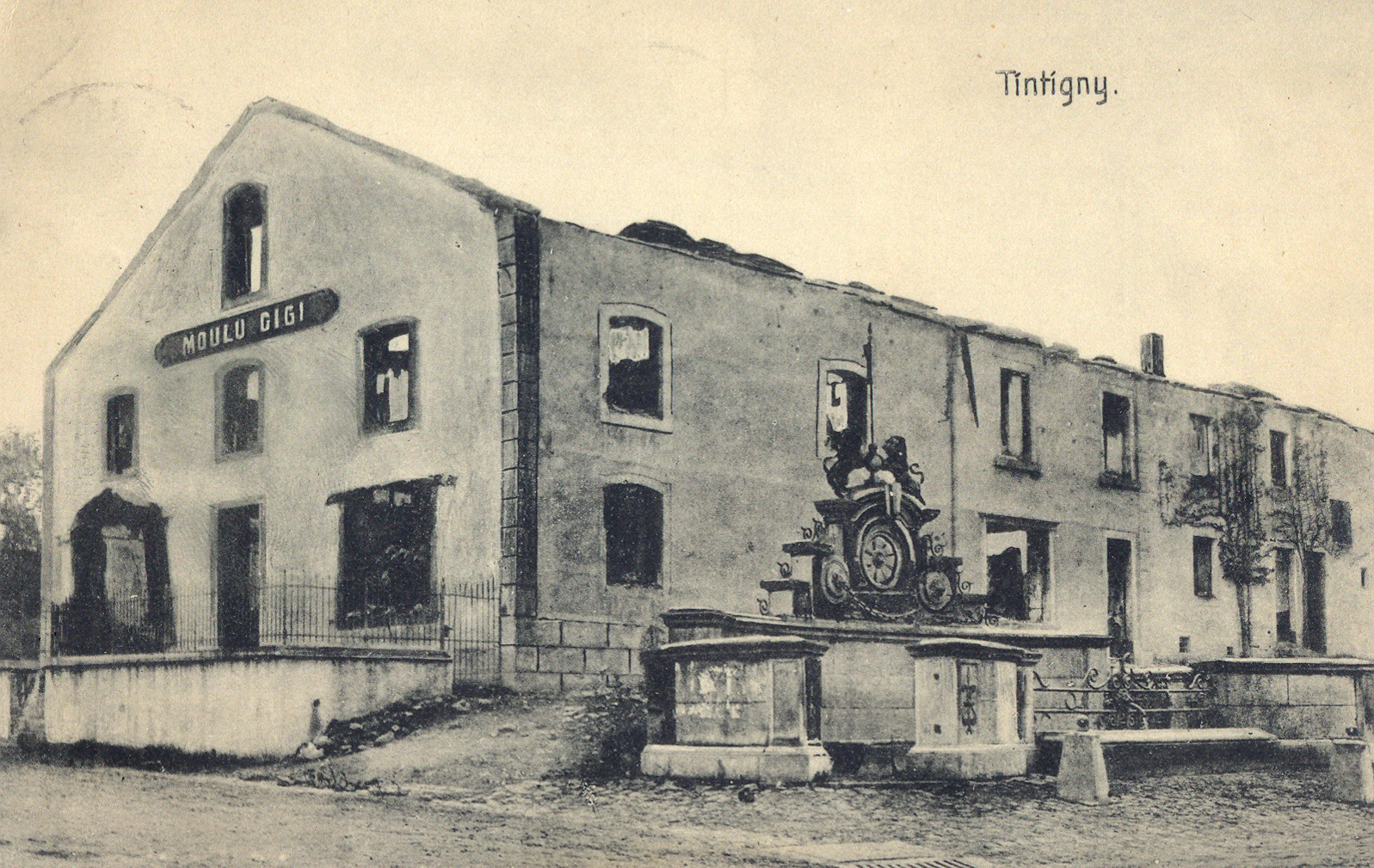
La même 'fontaine aux lions' en 1914, sur fond de bâtiment incendié.

En 1823, alors que le village appartient à l'État indépendant du Grand-duché de Luxembourg, Tintigny acquiert le titre de commune qu’il gardera après de l’indépendance de la Belgique et le rattachement à celle-ci en 1830, ainsi que lors de la fusion des communes en 1977.
- Lors de la Première Guerre mondiale, le village de Tintigny a été incendié aux trois quarts le 22 août 1914 : 183 maisons du village furent détruites. Ces faits sont imputables notamment aux 38e et 51e régiments d' infanterie de l'armée impériale allemande[5] et font partie des nombreuses atrocités allemandes en 1914. Accusés faussement d’être francs-tireurs, 63 habitants de la localité ont été tués[6].

Le même jour, à Rossignol, eut lieu l'un des grands désastres de la bataille des Frontières lors des combats de Rossignol : la 3e division d'infanterie coloniale française, un corps d'élite constitué en majorité d'engagés volontaires ayant déjà vu le feu, fut entourée et anéantie par les XIe et XIIe Divisions d'Infanterie du VIe Corps de Silésie allemand. Ernest Psichari, tué dans cette bataille, repose au cimetière militaire de Rossignol. Malgré leur victoire, les Allemands, excédés par cette bataille les ralentissant dans leur avance vers Paris, s'en prennent à la population. Ils déportent 120 habitants de Rossignol et des villages avoisinants et les fusillent à Arlon le 26 août 1914 à l'actuelle place des Fusillés, nommée ainsi par la suite en leur mémoire.
A l'occasion de la fusion des communes de Belgique de 1977, les communes de Tintigny, Saint-Vincent, Bellefontaine et Rossignol ont fusionné pour devenir la commune fusionnée de Tintigny.

## Héraldique
|  | La commune possède des armoiries. Blasonnement : Tierce en pairle : en chef, d’argent à trois flammes de gueules, 2 et 1 ; à dextre, de gueules à trois pattes de lion, les griffes en haut, 2 et 1, accompagnées en chef d’une étoile à 6 rais, le tout d’or ; à senestre, d’or à trois bandes de gueules ; en abîme sur le tout, d’or au chef de gueules. - Délibération communale : 4 juin 2003 Source du blasonnement : Lieve Viaene-Awouters et Ernest Warlop, Armoiries communales en Belgique, Communes wallonnes, bruxelloises et germanophones, t. 2 : Communes wallonnes M-Z, Communes bruxelloises, Communes germanophones, Bruxelles, Dexia, 2002. |

## Politique et administration

### Conseil et collège communal 2024-2030[9]
| Collège communal   |                  |                              |
| ------------------ | ---------------- | ---------------------------- |
| Bourgmestre        | Benoît Piedboeuf | MR - Commune en Vie          |
| 1er Échevine       | Isabelle Michel  | Les Engagés - Commune en Vie |
| 2e Échevin         | Benjamin Destrée | MR - Commune en Vie          |
| 3e Échevin         | Reynald Klepper  | Commune en Vie               |
| Présidente du CPAS | Anaëlle Louis    | Commune en Vie               |

### Sécurité et secours
La commune fait partie de la zone de police Gaume pour les services de police, ainsi que de la zone de secours Luxembourg pour les services de pompiers. Le numéro d'appel unique pour ces services est le 112.

## Patrimoine et culture

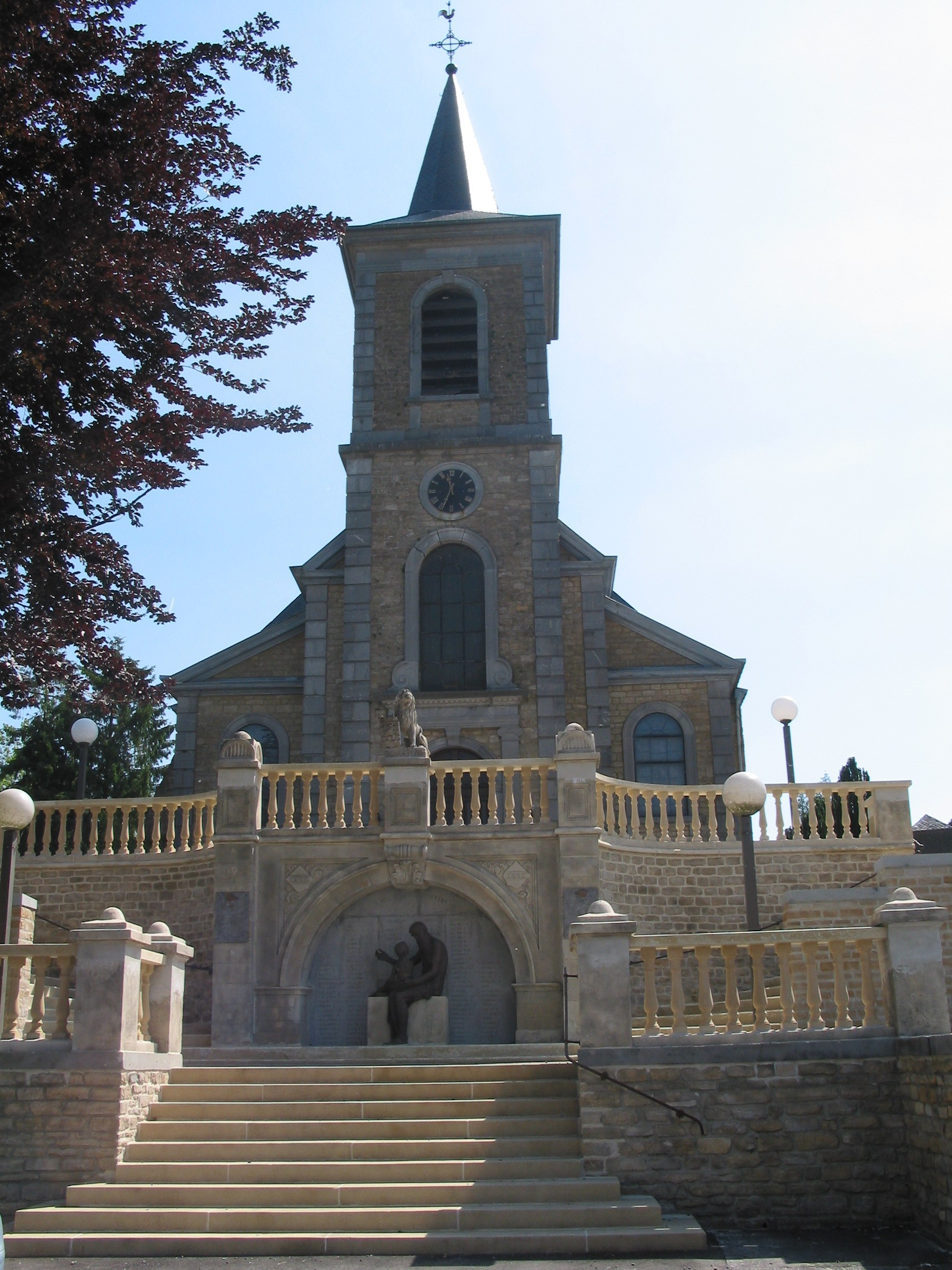
L’église Notre-Dame de l’Assomption.

### Patrimoine architectural et sites
- Château de Rossignol [10]. Chaque année au mois d’août, y est organisé le Gaume Jazz Festival [11], de renommée internationale. Le château est actuellement occupé par le Parc Naturel de Gaume [12].
- Château de Villemont (Tintigny). Incendié en 1914 lors de la bataille des frontières et de la bataille de Rossignol en 1914, et rebâti dans le style du XVIIIe siècle [13].

- L’église Notre-Dame de l’Assomption, classée.
- Le patrimoine immobilier classé.

## Économie

### Produits
- Brasserie Millevertus à Breuvanne.